# Estádio Municipal Gilberto Cardoso Brito
O Estádio Municipal Gilberto Cardoso Brito ou Estádio Gilbertão é o Estádio Municipal da cidade de Brumado. Possui capacidade para 10.000 espectadores.
Era conhecido como Estádio dos Prazeres.
O antigo Estádio Municipal dos Prazeres teve seu nome mudado no ano de 2015, após uma reforma. Seu novo nome é Estádio Gilberto Cardoso Brito (Gilbertão). O novo estádio foi reinaugurado em 22 de agosto de 2015, quando, na oportunidade, a Seleção Brumadense enfrentou o time sub-20 do Vitória e perdeu pelo placar de 6x1.
 O Gilbertão teve um investimento pequeno para sua reforma: 1 milhão e 800 mil reais, sendo 1 milhão provindo do Governo Federal e 800 mil do governo municipal.